# 和歌山県道214号白浜停車場線
和歌山県道214号白浜停車場線（わかやまけんどう214ごう しらはまていしゃじょうせん）は、和歌山県西牟婁郡白浜町を通る一般県道である。

## 概要
西牟婁郡白浜町堅田から西牟婁郡白浜町才野に至る。
全線にかけて走りやすい道だが、観光バスが通行している場合があるので、注意する必要がある。

### 路線データ
- 起点：和歌山県西牟婁郡白浜町堅田（JR西日本紀勢本線 白浜駅前、和歌山県道31号田辺白浜線上）
- 終点：和歌山県西牟婁郡白浜町才野（才野交差点、和歌山県道34号白浜温泉線交点）
- 実延長：3.941 km

## 歴史
本路線は、道路法（昭和27年法律第180号）第7条の規定に基づき、一般県道として1959年（昭和34年）に和歌山県が第1次認定した路線のひとつである。

### 年表
- 1959年（昭和34年）5月14日 - 和歌山県が一般県道として白浜停車場線を認定[1]。

## 路線状況

### 重複区間
- 和歌山県道31号田辺白浜線（西牟婁郡白浜町堅田（起点） - 西牟婁郡白浜町堅田・堅田交差点で重複

## 地理

### 通過する自治体
- 和歌山県
  - 西牟婁郡白浜町

### 交差する道路
| 交差する道路                          | 交差する場所 | 交差する場所      |
| ------------------------------------- | ------------ | ----------------- |
| 和歌山県道31号田辺白浜線 重複区間起点 | 堅田         | 起点              |
| 和歌山県道31号田辺白浜線 重複区間終点 | 堅田         | 堅田交差点        |
| 和歌山県道34号白浜温泉線              | 才野         | 才野交差点 / 終点 |

### 交差する鉄道
- 紀勢本線

### 沿線
- JR西日本紀勢本線 白浜駅
- 白浜町立西富田小学校